# Samniti
Samniti ili Samnićani je naziv koji su Rimljani dali stanovnicima pokrajine Samnij, koja se prostirala južnom i središnjom Italijom. Ta pokrajina ostala je i dan danas, ali umnogome manja nego u Rimsko doba. Samniti su sebe nazivali Safinima, a državu Safinijom. Njihov govor pripada Oskanskim jezicima. Samniti su se dijelili uzmeđu sebe na četiri plemena: Pentre, Caracene, Kaudine i Hirpine. Glavni grad njihove pokrajine bio je Bovianum, a veći gradovi bili su i Aquillonia i Benevento.
Najraniji spomen Samnićana datira iz 354. pr. Kr. kada su sklopili ugovor o razgraničenju s Rimljanima. Granica između dva naroda bila je rijeka Liris. Ubrzo nakon toga izbijaju Samnitski ratovi. Nakon pobjede protiv Rimljana 321. pr. Kr. njihovo kraljevstvo bilo je na vrhuncu. Rimljani, koji su u međuvremenu postali velesila, pokoravaju Samnite 290. pr. Kr. Samniti su bili jedan od najneposlušnijih naroda u Rimskom Carstvu, pa ih diktator Lucije Kornelije Sula sustavno progoni i uništava, a njihove gradove praktički pretvara u sela.

## Pogledaj još
- Samnitski ratovi